# Run to the Hills
Run to the Hills је песма коју је направио енглески хеви метал бенд Ајрон мејден. Он је пуштен као њихов шести сингл и први од три са студијског албума бенда, The Number of the Beast (1982). Приписује се једино басисти бенда, Стив Харис, иако је значајни допринос дао и главни певач Брус Дикинсон, остала је једна од њихових најпопуларнијих песама, са VH1 поставом на 27. месту на листи "40 највећих метал песама". и на 14. месту на њиховој листи "Највеће хард рок песме"
Жива верзија песме, из Live After Death, објављен је 1985, а оригинална верзија сингла је поново издата 2002, а сав приход је дониран у фонд бившег бубњара Клајв Бера.